# Свентохловице

Карта города со схемой административного деления и указанием главных улиц

Свентохлови́це (пол. Świętochłowice [Шьвентохўови́це]) — город, расположенный на юго-западе Польши, в Силезском воеводстве, в центре Верхнесилезского промышленного региона.

## География

### Положение
Свентохловице граничит на севере с Бытомом (Bytom), на западе и юго-западе с Руда-Слёнска, а на востоке и юго-востоке с Хожувом (Chorzów). Город расположен на реке Рава и находится в северной части Силезской возвышенности.
Протяжённость в южном направлении составляет около 6 км, a в направлении восток-запад около 3,7 км. Общая длина границ составляет 23,22 км, а площадь 13,22 км².
Свентохловице является самым густонаселённым городом Польши и одним из самых густонаселённых населённых пунктов Европы. По состоянию на 30 июня 2005 года в городе проживало 55 527 человек. Плотность населения составляет 4200 чел. на 1 км².
Самой высокой точкой города является гора Хугона — 314 м над уровнем моря, которая находится на юге города в области Хропачовского нагорья (пол. Wzgórz Chropaczowskich), а самой низкой — долина Липинки (пол. Dolina Lipinki), расположенная на высоте 249 м над уровнем моря.

### Климат
Свентохловице, как и весь Верхнесилезский промышленный регион, находится в области силезско-краковской климатической зоны, главной характеристикой которой является преобладание океанского типа климата над континентальным и спорадическое воздействие масс тропического ветра, приходящих сюда с юго-запада через Моравскую Браму. Средняя температура воздуха в январе составляет −2,5 °C, июля — +18 °C, а средняя годовая — +7 °C. Количество дней в году со среднесуточной температурой не ниже +5 °C доходит до 220, что создаёт благоприятные условия для вегетации. Среднее годовое количество осадков составляет приблизительно 700 мм. Максимальное количество осадков приходится на июль, минимальное — на февраль, с преобладанием западных и юго-западных ветров, приносящих зимой тёплые массы воздуха из Западной Европы и Средиземноморья, которые являются причиной частых оттепелей. Летом они приносят с Атлантики умеренные температуры и осадки.

### Экология
До XIX века Свентохловице был типичным лесным посёлком. Однако развитие промышленности привело к загрязнению окружающей среды и вырубанию лесов для нужд производства. Существующие сейчас в городе озеленённые ареалы занимают около 30 % его территории, но их состояние довольно далеко от удовлетворительного. Планы на ближайшие годы, а также уже реализованные мероприятия, направлены на восстановление лесного покрова на склонах. Наиболее часто встречаются на территории города: липа, тополь, каштан, берёза, акация, а также различные фруктовые деревья и кустарники.
Такая же судьба, как и у растений, постигла и животный мир. Вместе с исчезновением лесных массивов и естественных природных комплексов исчезли и подходящие условия для жизни животных. Однако в последнее время в Свентохловицах снова можно найти привлекательные с природной точки зрения территории. То же самое вытекает и из проведённых исследований на тему условий в городе для различных видов флоры и фауны. Главным образом они характеризуются большой ценностью для природы Свентохловице и имеют огромное значение для функционирования экосистема, окружающих отдельные природные виды.
Главные природные достопримечательности:
- Гора Хугона
- Пруд Форыська

### Административное деление
Свентохловице состоит из 5 районов («дельниц»):
- Центр
- Хропачов (Хропачув)
- Липины
- Пьясьники
- Згода

## История

### Происхождение названия города
- от «святого леса», который существовал тут ещё до XI века — на его месте совершались жертвоприношения языческим богам
- от имени славянского бога Свентовитa
- от сбора доходов на «святые цели» (на монастырь Премостратензов во Вроцлаве)
- от славянского имени Святослав (Сьвентослав) — вероятно Сьвентохэл или Сьвентохля, возможно первый правитель города.

## Города-побратимы
- Ла-ан-дер-Тайя, Австрия
- Нови-Йичин, Чехия
- Римавска-Собота, Словакия
- Тисауйварош, Венгрия
- Хейло, Нидерланды